# Bourgeauville
Bourgeauville é uma comuna francesa na região administrativa da Normandia, no departamento Calvados. Estende-se por uma área de 6,26 km². Em 2010 a comuna tinha 106 habitantes (densidade: 16,9 hab./km²).